# Кагуанові
Кагуанові, або Шерстокрилові (Cynocephalidae) — родина ссавців, єдина сучасна родина ряду Кагуаноподібні (Dermoptera або Cynocephaliformes).
Представники проводять більшу частину життя на деревах, поширені у Південно-Східній Азії. Родина включає всього два види.
По землі кагуани пересуваються поволі. Найбільш пристосовані до ширяння, проте літати не можуть. Максимальна дальність стрибка до 140 м. Кагуани здатні ширяти завдяки щільній, вкритій хутром шкіряній перетинці. Перетинка натягнута між передніми і задніми кінцівками, вона починається від шиї, позаду вух з боків тіла і закінчується біля кінчика хвоста.
Довжина тіла 36–43 см, маса до 2 кг. Голова невелика, з великими очима, що чудово пристосовані для бінокулярного зору. На голих підошвах лап є плоскі диски. Різці товсті, крайні мають вид гребінців. Груднина з невеликим кілем.
Харчуються кагуани листям і плодами дерев.
Етимологія: кагуан — місцева філіппінська назва тварини. Cynocephalus: дав.-гр. κύων — «пес», κέφαλος — «голова» від подібності писочка до псового.

## Систематика
ряд Шерстокрили (Dermoptera), або кагуаноподібні (Cynocephaliformes)
- родина † Plagiomenidae
  - рід †Planetetherium
    - вид †Planetetherium mirabile

  - рід †Plagiomene
    - вид †Plagiomene multicuspis

  - рід †Worlandia
    - вид †Worlandia inusitata

  - рід †Elpidophorus
    - вид †Elpidophorus elegans
    - вид †Elpidophorus minor

  - рід †Thylacaelurus
    - вид †Thylacaelurus campester
    - вид †Thylacaelurus montanus
- родина †Mixodectidae
  - рід †Dracontolestes
    - вид †Dracontolestes aphantus

  - рід †Eudaemonema
    - вид †Eudaemonema cuspidata

  - рід †Mixodectes
    - вид †Mixodectes pungens
    - вид †Mixodectes malaris
- родина кагуанові (Cynocephalidae)
  - рід кагуан — Cynocephalus (Boddaert, 1768)
    - вид кагуан філіппінський — Cynocephalus volans
    - вимерлі види: Cynocephalus babouin, Cynocephalus sphingiola, Cynocephalus volans

  - рід Galeopterus (Thomas, 1908) (нерідко в межах Cynocephalus)
    - вид Galeopterus variegatus

  - †Dermotherium
    - вид †Dermotherium major
    - вид †Dermotherium chimaera

Філогенетичне дерево клади Euarchontoglires:

|        | Scandentia                                              |
|        |                                                         |
| Glires | \| \| Rodentia \| \| \| \| \| \| Lagomorpha \| \| \| \| |
|        | \| \| Rodentia \| \| \| \| \| \| Lagomorpha \| \| \| \| |
|        | Rodentia                                                |
|        |                                                         |
|        | Lagomorpha                                              |
|        |                                                         |

|  | Rodentia   |
|  |            |
|  | Lagomorpha |
|  |            |

|  | Dermoptera                                                     |
|  |                                                                |
|  | \| \| †Plesiadapiformes \| \| \| \| \| \| Primates \| \| \| \| |
|  |                                                                |
|  | †Plesiadapiformes                                              |
|  |                                                                |
|  | Primates                                                       |
|  |                                                                |

|  | †Plesiadapiformes |
|  |                   |
|  | Primates          |
|  |                   |

|        | Scandentia                                              |
|        |                                                         |
| Glires | \| \| Rodentia \| \| \| \| \| \| Lagomorpha \| \| \| \| |
|        | \| \| Rodentia \| \| \| \| \| \| Lagomorpha \| \| \| \| |
|        | Rodentia                                                |
|        |                                                         |
|        | Lagomorpha                                              |
|        |                                                         |

|  | Rodentia   |
|  |            |
|  | Lagomorpha |
|  |            |

|  | Dermoptera                                                     |
|  |                                                                |
|  | \| \| †Plesiadapiformes \| \| \| \| \| \| Primates \| \| \| \| |
|  |                                                                |
|  | †Plesiadapiformes                                              |
|  |                                                                |
|  | Primates                                                       |
|  |                                                                |

|  | †Plesiadapiformes |
|  |                   |
|  | Primates          |
|  |                   |